# Cinta (heràldica)
En heràldica, una cinta o faixa en divisa és una peça disminuïda de primer grau que equival a una faixa reduïda a la meitat de la seva amplària. Quan d'aquesta peça n'hi ha més de quatre, es coneix amb el nom de burela si són en nombre parell i trangle si són en nombre senar. Pel que fa a les combinacions i modificacions de les cintes, vegeu Faixa (heràldica).

Escut d'or amb una cinta de gules
Escut de Meranges, amb una cinta ondada abaixada d'argent rivetada d'atzur
Escut d'or amb catorze cintes (bureles) d'atzur
Escut de sinople amb set cintes (trangles) d'or

Semblantment, s'anomena cinta també el terç superior o inferior del cap i del peu quan és d'un esmalt diferent del seu i del del camper. Si es troba a la part superior, es diu que està sostenint la cinta; si és a la part inferior, llavors és sostingut per la cinta.

Escut d'atzur amb el cap d'or sostenint una cinta de gules
Escut d'atzur amb el cap de gules sostingut per una cinta d'or
Escut de la Tallada d'Empordà, amb el peu partit sostenint una cinta d'atzur

- També s'anomena cinta o llistó la tira de roba o pergamí que es col·loca al capdamunt o davall l'escut i que conté una llegenda, com ara una divisa, un lema, un crit de guerra, etc.

Escut d'Indonèsia, amb una cinta d'argent amb el lema nacional entre les urpes de l'ocell
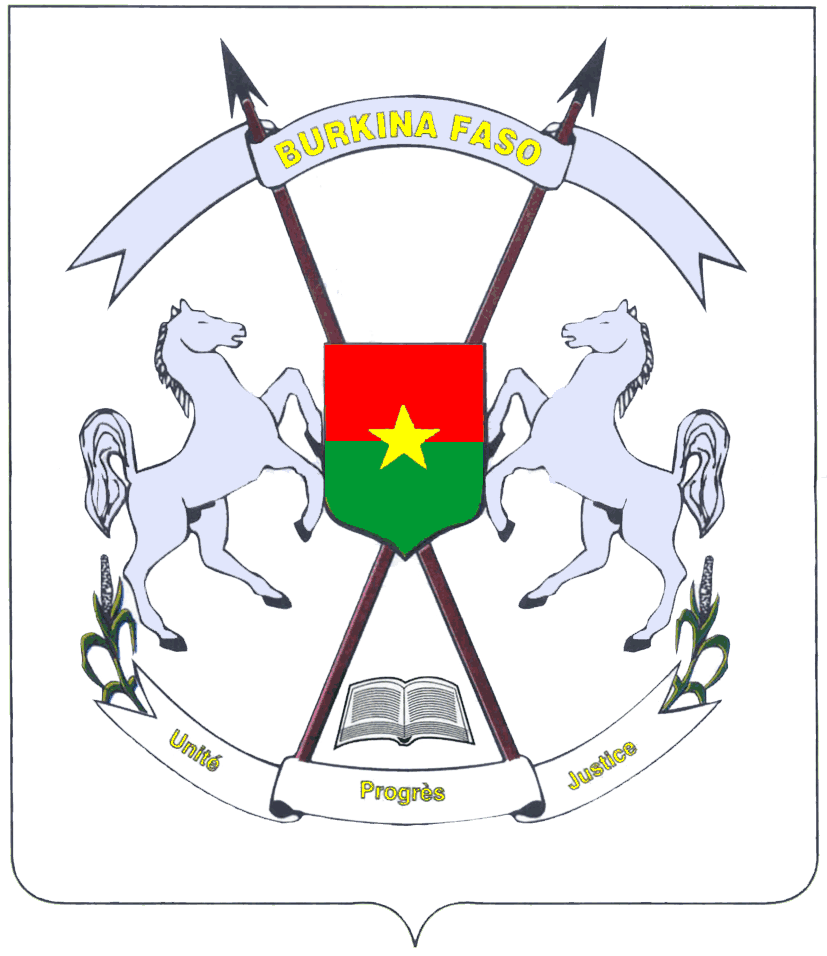
Escut de Burkina Faso, amb una cinta amb el nom de l'estat i una altra amb el lema nacional